# キーラ・コルピ
キーラ・リンダ・カトリーナ・コルピ（フィンランド語: Kiira Linda Katriina Korpi, 1988年9月26日 - ）は、フィンランド・タンペレ市出身の元フィギュアスケート選手（女子シングル）。
2006年トリノオリンピック・2010年バンクーバーオリンピックフィンランド代表、2012年欧州選手権2位、フィンランド選手権優勝5回。

## 人物
趣味はスノーボード、読書（好きな小説はハリー・ポッターシリーズ）、ヨーガ、バレエ、ダンスなど。好きな食べ物はアイスクリーム。語学が堪能で、公用語のフィンランド語、スウェーデン語に加えて、英語とドイツ語を話す。得意な学科は生物。高校の卒業試験と例年3月に開催される世界選手権の時期が重なってしまうため、4年かけて卒業した。その後タンペレ大学に入学し、企業経営を学んでいた。2018年にはニュースクール大学に入学し、心理学を学んだ。 
自身がデザインするスポーツ衣料ブランドを持っている。
父親のラウノ・コルピは有名なアイスホッケーのコーチで、1998年長野オリンピックではフィンランド女子チームを銅メダルへと導いた。
地元タンペレの通称ハカメサと呼ばれるアイス・スタジアムを練習拠点としている。6月から7月にかけてハカメサは閉鎖されてしまうが、近年はその期間を海外での合宿に充てている。2005年はアメリカ合衆国のカリフォルニア州レイク・アローヘッド、2006年はエストニアのタルトゥとスペインで合宿を行なった。2007年は同じくタルトゥでアレクセイ・ミーシンらの指導を受けた。
2017年5月8日、トム・フォードに勤務する男性から、7年間の交際を経てプロポーズを受け婚約した。2018年4月30日、イタリアコモ湖の湖畔にて結婚式を執り行った。2021年6月23日、Instagram上にて離婚したことを発表。2023年に自分が異性愛者ではないと告白、2024年にはバイセクシャルであることを公言した。

## 経歴
トゥルクに住んでいた4、5歳のころ、2歳年上の姉ペトラ(Petra)の影響もありスケートを始めた。父の仕事の関係で1年間をオーストリアで過ごした後、タンペレに戻ったころから本格的にスケートの練習に取り組むようになる。
11、12歳のころには3回転ジャンプをマスターし、2001年にはトリグラフトロフィーノービスクラスに初出場。2002-2003シーズンからジュニアクラスに移行し、ISUジュニアグランプリでは2度表彰台に立っている。2004-2005シーズンからはシニアの競技会にも出場し、2006年欧州選手権、トリノオリンピック、2006年世界選手権の活躍を通して世界的にも注目されるようになる。
2006-2007シーズンから本格的にシニアに移行。体調不良もありフィンランド選手権で4位にとどまるが、欧州選手権では持ち直して3位となった。
2007-2008シーズン、初戦のフィンランディア杯では5位と振るわず、グランプリシリーズスケートアメリカは病気で棄権した。フィンランド選手権ではラウラ・レピストに逆転されて僅差の2位。欧州選手権では5位。世界選手権では9位となった。
2008-2009シーズンは、秋に原因不明の脚の不調などに悩まされた（未だに原因はわかっていない模様）。リンクでの練習すらできない時期もあり、フィンランディア杯、グランプリシリーズなどをすべて棄権。リハビリに耐える日々が続いた。12月に本格的な練習ができるようになり、復帰後の初戦となったフィンランド選手権では自己ベストを更新する得点で優勝。欧州選手権への出場権を手に入れた。欧州選手権ではFSの演技開始後まもなくして、大きく転倒をし演技を中断。その後、演技を再開して総合5位となった。しかし、フィンランドの世界選手権の代表枠は2つだったために、フィンランド出場選手で最も下の順位だったコルピは選出されなかった。
2009-2010シーズン、シニアのグランプリシリーズで初のメダルとなる銀メダルを中国杯で獲得。欧州選手権ではパーソナルベストを出す演技で2位につけたが、FSで崩れ総合4位に終わった。バンクーバーオリンピックでは前回のトリノよりも上の11位だったものの、世界選手権では過去最低の19位だった。
2010－2011シーズン、エリック・ボンパール杯でシニアのグランプリシリーズ初優勝を飾った。SPで首位に立った欧州選手権では、前年と同じようにFSで崩れたが、4年ぶりの銅メダルを獲得した。
2011－2012シーズン、グランプリシリーズではロステレコム杯で5位、NHK杯で6位とあまり良い成績は残せなかった。欧州選手権では、自己最高位の銀メダルを獲得した。しかし世界選手権は怪我の為、事前に出場を取り消す形となった。
2012-2013シーズン、フィンランディア杯で2位。グランプリシリーズの中国杯では3位。ロステレコム杯では2年ぶりにグランプリシリーズでの優勝を果たし、自身初そしてフィンランドの選手では初めてのグランプリファイナルへの出場を決めた。アキレス腱の炎症が原因で、欧州選手権への出場は辞退した。世界選手権も同じ理由で出場を辞退した。7月にはコーチをラファエル・アルトゥニアンに変更し、練習拠点をカリフォルニア州のレイクアローヘッドに移した。
2013-2014シーズン、ソチオリンピックの最終予選であるネーベルホルン杯を左足のアキレス腱の部分断裂により欠場。最終的にはシーズン全ての試合を欠場するに至った。4月には手術を行い、6月末からはアメリカに戻り練習を始めた。
2014-2015シーズン、ドイツに練習拠点を移した。ゴールデンスピンにて2年ぶりに競技に復帰し優勝。欧州選手権ではSP4位だったが、腹痛と発熱が理由でFSは棄権した。世界選手権ではジャンプの失敗が響きSP31位で、初めてFSへの進出を逃した。
2015年8月27日、会見を行い競技からの引退を発表した。

## スポンサー
現在、または過去に活動の支援を受けた企業は以下の通りである。
マクドナルド（活動支援）、ヴァリオ(en:Valio, 乳製品メーカー、活動資金援助）、ボルボ・カーズ（新車提供：新型車ボルボC30）、プーマ（スポーツウェア、シューズ提供）、Astavita（サプリメント）、Stella Speio（大会衣装、アクセサリー）、Unikulma（ベッドメーカー）、Lumene（化粧品メーカー）、VO5（ヘアスプレー）、アウディなど。また、Piruetti（スポーツ衣装メーカー）やBling Team（派手なスタイリングとヘアメイク、撮影を手掛けるチーム）などのモデルも務めている。
2007年からは、フィギュアスケートを取り巻く環境を整備してもらう条件でタンペレ市の広告塔を務めることに合意。フィンランドフィギュアスケート連盟、タンペレ市と調印した。
2011年、日本において、大分県に本社を置くサラヴィオ化粧品の広告モデル、そしてNHK BSプレミアム「北欧特集」キャンペーンキャラクターに起用された。

## 主な戦績

### 2010-2011シーズンから
| 大会/年            | 2010-11 | 2011-12 | 2012-13 | 2014-15 |
| ------------------ | ------- | ------- | ------- | ------- |
| 世界選手権         | 9       |         |         | 31      |
| 欧州選手権         | 3       | 2       |         | 棄権    |
| フィンランド選手権 | 1       | 1       | 1       | 1       |
| GPファイナル       |         |         | 4       |         |
| GP中国杯           |         |         | 3       |         |
| GPロステレコム杯   |         | 5       | 1       |         |
| GP NHK杯           | 4       | 6       |         |         |
| GPエリック杯       | 1       |         |         |         |
| CSゴールデンスピン |         |         |         | 1       |
| フィンランディア杯 | 2       |         | 2       |         |
| ネーベルホルン杯   | 1       |         |         |         |

### 2009-2010シーズンまで
| 大会/年               | 2002-03 | 2003-04 | 2004-05 | 2005-06 | 2006-07 | 2007-08 | 2008-09 | 2009-10 |
| --------------------- | ------- | ------- | ------- | ------- | ------- | ------- | ------- | ------- |
| 冬季オリンピック      |         |         |         | 16      |         |         |         | 11      |
| 世界選手権            |         |         |         | 10      | 14      | 9       |         | 19      |
| 欧州選手権            |         |         | 13      | 6       | 3       | 5       | 5       | 4       |
| フィンランド選手権    | 2 J     | 1 J     | 2       | 3       | 4       | 2       | 1       | 2       |
| GP中国杯              |         |         |         |         |         |         |         | 2       |
| GPエリック杯          |         |         |         |         |         |         |         | 8       |
| GPロシア杯            |         |         |         |         | 6       | 4       |         |         |
| GPスケートアメリカ    |         |         |         |         | 7       |         |         |         |
| フィンランディア杯    |         |         |         |         | 1       | 5       |         | 3       |
| ネーベルホルン杯      |         |         |         |         |         |         |         | 2       |
| NRW杯                 |         |         |         |         |         |         |         | 5       |
| ユニバーシアード      |         |         |         |         |         |         | 3       |         |
| ゴールデンスピン      |         |         |         |         |         | 2       |         |         |
| メラーノ杯            |         |         |         | 1       |         |         |         |         |
| 世界Jr.選手権         | 19      | 16      | 10      |         |         |         |         |         |
| JGPファイナル         |         |         | 4       |         |         |         |         |         |
| JGPタリン杯           |         |         |         | 3       |         |         |         |         |
| JGPスケートスロバキア |         |         |         | 7       |         |         |         |         |
| JGP J.シュベルター杯  |         |         | 1       |         |         |         |         |         |
| JGPブダペスト         |         |         | 6       |         |         |         |         |         |
| JGPバルト杯           |         | 3       |         |         |         |         |         |         |
| JGPスケートブレッド   |         | 6       |         |         |         |         |         |         |
| ノルディクス          |         | 1 J     |         |         |         |         |         |         |

### 詳細
| 2014-2015 シーズン     |                                                            |          |          |          |
| 開催日                 | 大会名                                                     | SP       | FS       | 結果     |
| 2015年3月23日 - 29日   | 2015年世界フィギュアスケート選手権（上海）                 | 31 41.11 | -        | 31       |
| 2015年1月26日 - 2月1日 | 2015年ヨーロッパフィギュアスケート選手権（ストックホルム） | 4 60.60  | -        | 棄権     |
| 2014年12月19日 - 21日  | フィンランドフィギュアスケート選手権（ヴァンター）         | 1 55.31  | 1 112.69 | 1 168.00 |
| 2014年12月4日 - 7日    | ISUチャレンジャーシリーズ ゴールデンスピン（ザグレブ）     | 4 56.22  | 1 111.59 | 1 167.81 |

| 2012-2013 シーズン    |                                                    |         |          |          |
| 開催日                | 大会名                                             | SP      | FS       | 結果     |
| 2012年12月14日 - 16日 | フィンランドフィギュアスケート選手権（ヨエンスー） | 1 66.39 | 1 103.66 | 1 170.05 |
| 2012年12月6日 - 9日   | 2012/2013 ISUグランプリファイナル（ソチ）          | 4 63.42 | 5 111.52 | 4 174.94 |
| 2012年11月9日 - 11日  | ISUグランプリシリーズ ロステレコム杯（モスクワ）   | 2 61.55 | 1 115.64 | 1 177.19 |
| 2012年11月2日 - 4日   | ISUグランプリシリーズ 中国杯（上海）               | 4 59.69 | 3 110.17 | 3 169.86 |
| 2012年10月4日 - 7日   | 2012年フィンランディア杯（エスポー）               | 1 69.27 | 2 111.89 | 2 181.16 |

| 2011-2012 シーズン    |                                                            |         |          |          |
| 開催日                | 大会名                                                     | SP      | FS       | 結果     |
| 2012年1月23日 - 29日  | 2012年ヨーロッパフィギュアスケート選手権（シェフィールド） | 2 61.80 | 4 108.79 | 2 166.94 |
| 2011年12月16日 - 18日 | フィンランドフィギュアスケート選手権（タンペレ）           | 1 58.70 | 1 112.28 | 1 170.98 |
| 2011年11月25日 - 27日 | ISUグランプリシリーズ ロステレコム杯（モスクワ）           | 5 55.81 | 5 105.11 | 5 160.92 |
| 2011年11月10日 - 13日 | ISUグランプリシリーズ NHK杯（札幌）                        | 7 53.70 | 5 103.83 | 6 157.53 |

| 2010-2011 シーズン     |                                                      |         |          |          |
| 開催日                 | 大会名                                               | SP      | FS       | 結果     |
| 2011年4月25日 - 5月1日 | 2011年世界フィギュアスケート選手権（モスクワ）       | 9 55.09 | 8 109.71 | 9 164.80 |
| 2011年1月24日 - 30日   | 2011年ヨーロッパフィギュアスケート選手権（ベルン）   | 1 63.50 | 4 102.90 | 3 166.40 |
| 2010年12月17日 - 19日  | フィンランドフィギュアスケート選手権（トゥルク）     | 1 61.49 | 1 110.94 | 1 172.43 |
| 2010年11月26日 - 28日  | ISUグランプリシリーズ エリック・ボンパール杯（パリ） | 1 61.39 | 2 108.35 | 1 169.74 |
| 2010年10月22日 - 24日  | ISUグランプリシリーズ NHK杯（名古屋）                | 5 52.60 | 4 95.84  | 4 148.44 |
| 2010年10月7日 - 10日   | 2010年フィンランディア杯（ヴァンター）               | 1 60.42 | 2 103.60 | 2 164.02 |
| 2010年9月23日 - 26日   | 2010年ネーベルホルン杯（オーベルストドルフ）         | 1 58.45 | 1 104.43 | 1 162.88 |

| 2009-2010 シーズン       |                                                        |          |           |           |
| 開催日                   | 大会名                                                 | SP       | FS        | 結果      |
| 2010年3月22日 - 28日     | 2010年世界フィギュアスケート選手権（トリノ）           | 16 51.72 | 20 82.77  | 19 134.49 |
| 2010年2月12日 - 28日     | バンクーバーオリンピック（バンクーバー）               | 17 52.96 | 11 108.61 | 11 161.57 |
| 2010年1月18日 - 24日     | 2010年ヨーロッパフィギュアスケート選手権（タリン）     | 2 64.26  | 5 99.42   | 4 163.68  |
| 2009年12月19日 - 20日    | フィンランドフィギュアスケート選手権（ユヴァスキュラ） | 2 52.93  | 1 106.35  | 2 159.28  |
| 2009年12月3日 - 6日      | 2009年NRW杯（ドルトムント）                            | 6 47.18  | 6 87.51   | 5 134.69  |
| 2009年10月29日 - 11月1日 | ISUグランプリシリーズ 中国杯（北京）                   | 2 61.20  | 3 102.07  | 2 163.27  |
| 2009年10月15日 - 18日    | ISUグランプリシリーズ エリック・ボンパール杯（パリ）   | 6 54.20  | 8 84.63   | 8 138.83  |
| 2009年10月8日 - 11日     | 2009年フィンランディア杯（ヴァンター）                 | 2 54.71  | 3 98.13   | 3 152.84  |
| 2009年9月24日 - 26日     | 2009年ネーベルホルン杯（オーベルストドルフ）           | 2 58.34  | 4 91.67   | 2 150.01  |

| 2008-2009 シーズン    |                                                        |         |          |          |
| 開催日                | 大会名                                                 | SP      | FS       | 結果     |
| 2009年2月18日 - 28日  | 第24回ユニバーシアード冬季競技大会（ハルビン）         | 1 58.96 | 4 89.26  | 3 148.22 |
| 2009年1月19日 - 25日  | 2009年ヨーロッパフィギュアスケート選手権（ヘルシンキ） | 7 47.60 | 6 91.41  | 5 139.01 |
| 2008年12月19日 - 21日 | フィンランドフィギュアスケート選手権（ヘルシンキ）     | 3 53.34 | 1 113.79 | 1 167.13 |

| 2007-2008 シーズン    |                                                      |         |          |          |
| 開催日                | 大会名                                               | SP      | FS       | 結果     |
| 2008年4月20日         | 2008年ジャパンオープン（さいたま）                   | -       | 6 85.93  | 2 団体   |
| 2008年3月17日 - 23日  | 2008年世界フィギュアスケート選手権（ヨーテボリ）     | 4 60.58 | 17 85.15 | 9 145.73 |
| 2008年1月21日 - 27日  | 2008年ヨーロッパフィギュアスケート選手権（ザグレブ） | 2 58.60 | 5 103.62 | 5 162.22 |
| 2007年12月8日 - 9日   | フィンランドフィギュアスケート選手権（ラウマ）       | 1 64.20 | 2 100.20 | 2 164.40 |
| 2007年11月22日 - 25日 | ISUグランプリシリーズ ロシア杯（モスクワ）           | 3 58.22 | 4 96.04  | 4 154.26 |
| 2007年11月8日 - 11日  | 2007年ゴールデンスピン（ザグレブ）                   | 2 48.70 | 2 92.49  | 2 141.19 |
| 2007年10月12日 - 14日 | 2007年フィンランディア杯（ヴァンター）               | 2 57.06 | 5 92.65  | 5 149.71 |

| 2006-2007 シーズン    |                                                          |          |          |           |
| 開催日                | 大会名                                                   | SP       | FS       | 結果      |
| 2007年4月29日         | 2007年ジャパンオープン（さいたま）                       | -        | 5 98.63  | 2 団体    |
| 2007年3月19日 - 25日  | 2007年世界フィギュアスケート選手権（東京）               | 17 49.63 | 11 99.84 | 14 149.47 |
| 2007年1月22日 - 28日  | 2007年ヨーロッパフィギュアスケート選手権（ワルシャワ）   | 5 53.84  | 4 97.35  | 3 151.19  |
| 2006年12月8日 - 10日  | フィンランドフィギュアスケート選手権（ミッケリ）         | 3 45.23  | 4 89.65  | 4 134.88  |
| 2006年11月23日 - 26日 | ISUグランプリシリーズ ロシア杯（モスクワ）               | 9 43.14  | 4 94.27  | 6 137.41  |
| 2006年10月26日 - 29日 | ISUグランプリシリーズ スケートアメリカ（ハートフォード） | 8 42.98  | 5 89.95  | 7 132.93  |
| 2006年10月6日 - 8日   | 2006年フィンランディア杯（ヴァンター）                   | 3 49.82  | 1 97.12  | 1 146.94  |

| 2005-2006 シーズン  |                                                            |         |          |          |           |
| 開催日              | 大会名                                                     | 予選    | SP       | FS       | 結果      |
| 2006年5月14日-日    | 2006年ジャパンオープン（さいたま）                         | -       | -        | -        | 3 団体    |
| 2006年3月19日-26日  | 2006年世界フィギュアスケート選手権（カルガリー）           | 5 25.44 | 11 53.32 | 10 97.89 | 10 176.65 |
| 2006年2月10日-26日  | トリノオリンピック（トリノ）                               | -       | 20 44.84 | 14 92.36 | 16 137.20 |
| 2006年1月16日-22日  | 2006年ヨーロッパフィギュアスケート選手権（リヨン）         | -       | 11 47.74 | 5 98.63  | 6 146.37  |
| 2005年12月10日-12日 | フィンランドフィギュアスケート選手権（タンペレ）           | -       | 3 53.23  | 3 91.78  | 3 145.01  |
| 2005年10月7日-9日   | 2005年メラーノ杯（メラーノ）                               | -       | 1 50.42  | 1 92.05  | 1 142.47  |
| 2005年9月15日-18日  | ISUジュニアグランプリ タリン杯（タリン）                   | -       | 5 45.33  | 4 85.30  | 3 130.63  |
| 2005年9月1日-4日    | ISUジュニアグランプリ スケートスロバキア（ブラチスラヴァ） | -       | 8 42.44  | 7 75.89  | 7 118.33  |

| 2004-2005 シーズン   |                                                                |         |          |          |           |
| 開催日               | 大会名                                                         | 予選    | SP       | FS       | 結果      |
| 2005年2月28日-3月6日 | 2005年世界ジュニアフィギュアスケート選手権（キッチナー）       | 4 88.12 | 11 43.93 | 10 82.70 | 10 126.63 |
| 2005年1月25日-30日   | 2005年ヨーロッパフィギュアスケート選手権（トリノ）             | -       | 12 44.34 | 12 81.12 | 13 125.46 |
| 2004年12月18日-19日  | フィンランドフィギュアスケート選手権（オウル）                 | -       | 3 47.01  | 2 97.63  | 2 144.64  |
| 2004年12月2日-5日    | 2004/2005 ISUジュニアグランプリファイナル（ヘルシンキ）        | -       | 4 45.95  | 5 81.10  | 4 127.05  |
| 2004年10月7日-10日   | ISUジュニアグランプリ ブラオエン・シュベルター杯（ケムニッツ） | -       | 1 50.43  | 4 73.01  | 1 123.44  |
| 2004年9月2日-5日     | ISUジュニアグランプリ ブダペスト（ブダペスト）                 | -       | 9 40.16  | 7 67.20  | 6 107.36  |

| 2003-2004 シーズン      |                                                                   |      |    |    |      |
| 開催日                  | 大会名                                                            | 予選 | SP | FS | 結果 |
| 2004年2月29日-3月7日    | 2004年世界ジュニアフィギュアスケート選手権（ハーグ）              | 8    | 12 | 17 | 16   |
| 2004年1月3日-4日        | フィンランドフィギュアスケート選手権 ジュニアクラス（ヴァンター） | -    | 1  | 2  | 1    |
| 2003年10月30日-11月22日 | ISUジュニアグランプリ バルト杯（グダニスク）                      | -    | 4  | 4  | 3    |
| 2003年10月9日-12日      | ISUジュニアグランプリ スケートブレッド（ブレッド）                | -    | 5  | 7  | 6    |

| 2002-2003 シーズン   |                                                            |      |    |    |      |
| 開催日               | 大会名                                                     | 予選 | SP | FS | 結果 |
| 2003年2月24日-3月2日 | 2003年世界ジュニアフィギュアスケート選手権（オストラヴァ） | 7    | 17 | 20 | 19   |

## プログラム使用曲
| シーズン  | SP                                                                               | FS | EX |
| --------- | -------------------------------------------------------------------------------- | --- | --- |
| 2014-2015 | ア・デイ・イン・ザ・ライフ 作曲：レノン＝マッカートニー 振付：ジェフリー・バトル | ヴァイオリン協奏曲 作曲：ジャン・シベリウス 振付：シェイ＝リーン・ボーン                                       | |
| 2013-2014 | ア・デイ・イン・ザ・ライフ 作曲：レノン＝マッカートニー 振付：ジェフリー・バトル | 映画『ワンス・アポン・ア・タイム・イン・アメリカ』より 作曲：エンニオ・モリコーネ 振付：シェイ＝リーン・ボーン | |
| 2012-2013 | 亜麻色の髪の乙女 作曲：クロード・ドビュッシー 振付：デヴィッド・ウィルソン       | 映画『ワンス・アポン・ア・タイム・イン・アメリカ』より 作曲：エンニオ・モリコーネ 振付：シェイ＝リーン・ボーン | Wide Awake 曲：ケイティ・ペリー                                                                       |
| 2011-2012 | 虹の彼方に 作曲：ハロルド・アーレン 振付：シェイ＝リーン・ボーン                 | I Got Rhythm 作曲：ジョージ・ガーシュウィン 振付：デヴィッド・ウィルソン                                       | ユー・アンド・アイ 曲：レディー・ガガ 振付：デヴィッド・ウィルソン                                    |
| 2010-2011 | 虹の彼方に 作曲：ハロルド・アーレン 振付：シェイ＝リーン・ボーン                 | エビータ 作曲：アンドルー・ロイド・ウェバー 振付：デヴィッド・ウィルソン                                       | イフ・アイ・ワー・ア・ボーイ by ビヨンセクライ・ミー・ア・リヴァー ボーカル：エラ・フィッツジェラルド |
| 2009-2010 | Caravan 作曲：川井郁子                                                           | 『Agatha』より Crooked Room & Passenger to Copenhagen 作曲：ケルッコ・コスキネン                               | Butterfly by ラヤトンイフ・アイ・ワー・ア・ボーイ by ビヨンセ                                         |
| 2008-2009 | 勝利 作曲：アストル・ピアソラ                                                    | 『Agatha』より Crooked Room & Passenger to Copenhagen 作曲：ケルッコ・コスキネン                               | Butterfly by ラヤトン                                                                                 |
| 2007-2008 | 勝利 作曲：アストル・ピアソラ                                                    | ファンタジア ミュージカル『オペラ座の怪人』より 作曲：アンドリュー・ロイド・ウェバー                           | ABBAメドレー                                                                                          |
| 2006-2007 | 映画『レジェンド・オブ・メキシコ』より 作曲：ロバート・ロドリゲス                | ファンタジア ミュージカル『オペラ座の怪人』より 作曲：アンドリュー・ロイド・ウェバー                           | S'il Suffisait D'Aimer by セリーヌ・ディオンSpeaking Of Happiness by Gloria Lynne                     |
| 2005-2006 | Hello by ライオネル・リッチー                                                    | ブルースコレクション                                                                                           | - |
| 2004-2005 | 歌劇『トゥーランドット』より 演奏：ヴァネッサ・メイ                              | ブルースコレクション                                                                                           | - |
| 2003-2004 | 歌劇『トゥーランドット』より 演奏：ヴァネッサ・メイ                              | It's Oh So Quiet by ビョーク                                                                                   | - |
| 2002-2003 | 幻想即興曲 作曲：フレデリック・ショパン                                          | スパニッシュ・キャラバン by ドアーズ                                                                           | - |